# Antoni Lluís Adrover Colom
Antoni Lluís Adrover Colom (Sóller, 14 de juny de 1982) més conegut com a Tuni futbolísticament, és jugador del CF Sóller, equip de la Regional Preferent de Mallorca.

## Carrera esportiva
Format al planter del Reial Mallorca, va debutar a Primera Divisió la temporada 2002-03, marcant un gol i guanyant la Copa del Rei.
La temporada següent va jugar cedit a la Unión Deportiva Salamanca de Segona Divisió, disputant 39 partits i marcant quatre gols.
A la temporada 2007-08 va marcar un gol contra el Getafe CF als 16 partits jugats.
A la meitat de la temporada 2010-2011 va ser cedit al Gimnàstic de Tarragona fins a acabar la temporada 2011-12.
Llavors fitxa per l'Iraklis FC grec i hi roman una temporada fins que per a la temporada 2013-14 torna a la seva localitat natal per fitxar pel CF Sóller.

## Palmarès
Fins ara, el jugador mallorquí només ha conquerit un títol. Aquest fou el de la Copa del Rei, amb el Reial Mallorca, disputada a l'Estadi Martínez Valero d'Elx davant el Recreativo de Huelva per 3 gols a 0.
| Trofeu       | Club         | Temporada |
| ------------ | ------------ | --------- |
| Copa del Rei | RCD Mallorca | 2002-03   |